# Bux (Scheidegg)
Bux (westallgäuerisch: Bugs) ist ein Gemeindeteil des Markts Scheidegg im bayerisch-schwäbischen Landkreis Lindau (Bodensee).

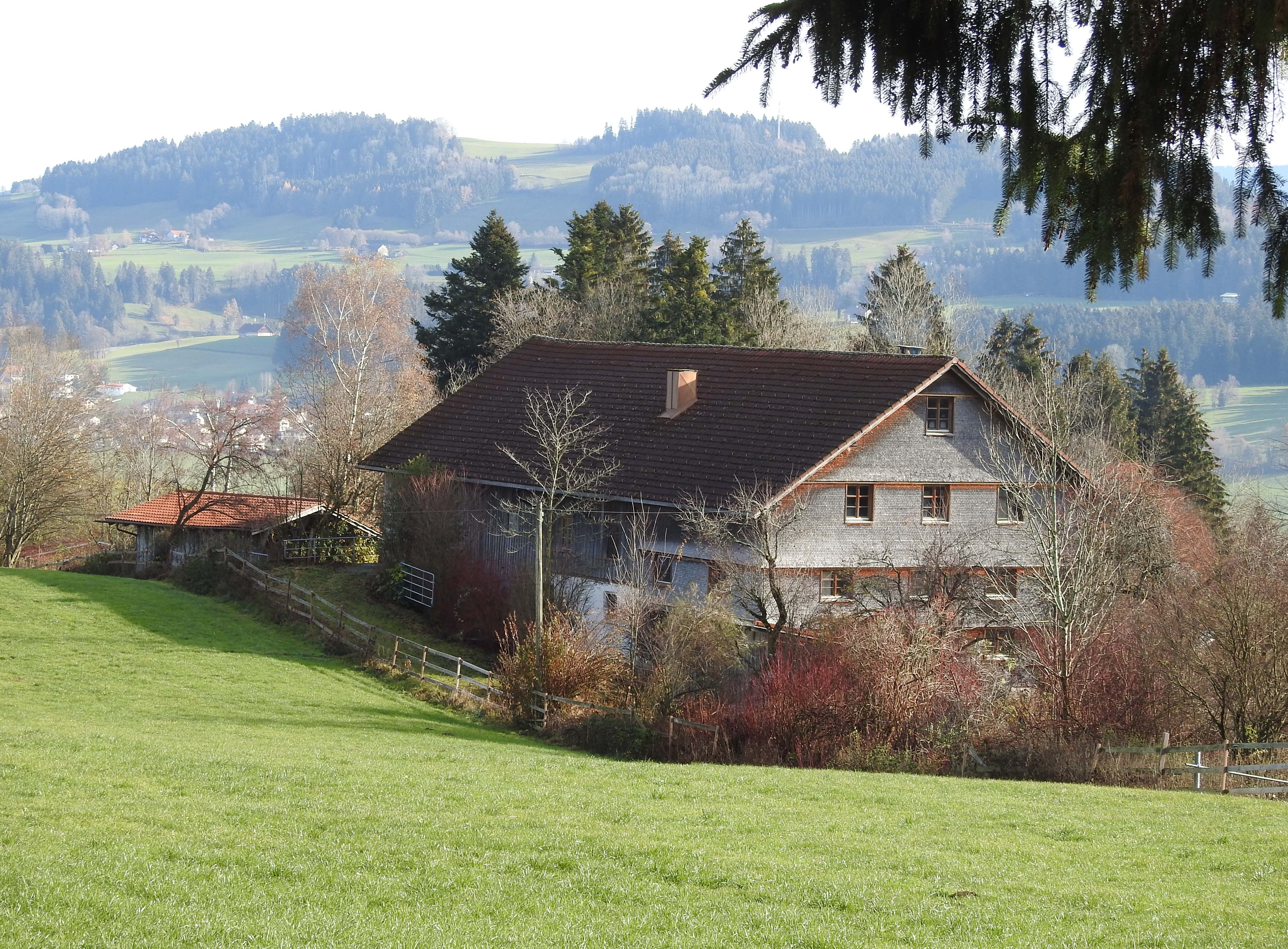
Bux 138

## Geographie
Die Einöde liegt circa drei Kilometer östlich des Hauptorts Scheidegg und zählt zur Region Westallgäu. Unmittelbar östlich des Orts grenzt Kapfreute in der Gemeinde Weiler-Simmerberg.

## Ortsname
Der Ortsname stammt vom Familiennamen Buc bzw. Boch ab und bedeutet (Ansiedlung) des Buc. Ein Bezug zum mittelhochdeutschen Wort buoch für Buchenwald gilt als unwahrscheinlich.

## Geschichte
Bux wurde urkundlich erstmals im Jahr 1531 mit Hans Boch im Buchß erwähnt. 1770 fand die Vereinödung in Bux mit vier Teilnehmern statt. Der Ort gehörte einst der Herrschaft Altenburg an.